# Trevor DaCosta
Trevor Eugene Bentley DaCosta (* 1. September 1929 in der Saint Andrew Parish; † 2. Juni 2008 in Washington, D.C.) war ein jamaikanischer Diplomat.

## Leben
DaCosta war der Sohn von Isoline Isabell DaCosta und Eugene Hawthorne DaCosta. Er erwarb ein Diplom von der National College of Food Technology in London und absolvierte einen Aufbaustudiengang der Wirtschaftswissenschaft an der Universität Oxford. Er studierte an der McGill University in Montreal und nahm an Seminaren der Carnegie Endowment for International Peace zu internationalen Beziehungen teil.
DaCosta war Mitglied der Royal Economic Society. Er arbeitete im Lebensmittelunternehmen seines Vaters in Kingston. 1956 trat er in den Dienst der britischen Kolonialbehörde ein. Seinen ersten Auslandseinsatz hatte er in der britischen Botschaft in Mexiko-Stadt. Von 1962 bis 1965, nach Jamaikas Unabhängigkeit von Großbritannien, war er Gesandtschaftssekretär erster Klasse der jamaikanischen Botschaft in Washington, D.C. Von 1966 bis 1972 war er bei der Weltbank als Kreditsachbearbeiter für den Oman, Ägypten und andere Projekte in Zentralamerika und Panama beschäftigt. Von 1966 bis 1968 untersuchte er die Wirtschaft Ecuadors. 1972 wurde er aus dieser Position in den einstweiligen Ruhestand versetzt. Er leitete von 1972 bis 1974 während der ersten Regierung von Michael Manley die Haushaltsabteilung des Ministeriums für Auswärtige Angelegenheiten von Jamaika.
1975 erhielt DaCosta von Elisabeth II. das Akkreditierungsschreiben als Botschafter für die Regierungen in Mexiko-Stadt, Panama-Stadt und San José. Von 1975 bis 1977 war er Botschafter in Mexiko-Stadt und vertrat die jamaikanische Regierung beim Organismo para la Proscripción de las Armas Nucleares en la América Latina y el Caribe OPANAL. Als Botschafter in Mexiko verfolgte er ein Joint-Venture-Projekt, das mit der Energie von mexikanischem und venezolanischem Mineralöl jamaikanisches Bauxit zu Aluminium reduzieren sollte. Ab 1978 war er Vertreter der Karibik im Vorstand der Interamerikanischen Entwicklungsbank, wo er zunächst als stellvertretender Vorsitzender und später als Vorsitzender fungierte.
| Vorgänger | Amt                                                               | Nachfolger         |
| --------- | ----------------------------------------------------------------- | ------------------ |
| —         | jamaikanischer Botschafter in Mexiko-Stadt 7. April 1975 bis 1977 | Louis Heron Boothe |